# Тимощук, Василий Иванович
Василий Иванович Тимощук (22.6.1907 — 23.2.1970) — активный участник партизанской борьбы на Украине, командир партизанского отряда. Герой Советского Союза.

## Биография
Родился 22 июня 1907 года в посёлке Мирополь (ныне Романовского района Житомирской области Украины) в семье рабочего. Украинец. Член ВКП(б)/КПСС с 1940 года. Окончил сельскую школу.
С 1925 года работал на станции Мирополь грузчиком, весовщиком, а с 1936 года — дежурным по станции. В 1940 году был назначен начальником станции Майдан-Вила Шепетовского района Хмельницкой области.
После начала Великой Отечественной войны, в сентябре 1941 года, по рекомендации политотдела Винницкой железной дороги ЦК КПУ направил его в тыл врага для организации подпольной и диверсионной работ.
Прибыв в Мирополь, В. И. Тимощук установил связь с подпольной группой подполковника Ефима Афанасьевича Старченко. По его поручению В. И. Тимощук организовал специальную подпольную группу, которая занималась сбором оружия, диверсиями, распространением листовок и подготовкой людей для партизанской деятельности. В короткий срок группа превратилась в хорошо организованный партизанский отряд, насчитывавший в своём составе более 350 человек. Этот отряд впоследствии вошёл в партизанскую бригаду, которой командовал Е. А. Старченко.
Тёплой летней ночью 1942 года группа партизан-подрывников во главе с командиром отряда В. И. Тимощуком пробралась на станцию Мирополь. Здесь стояли эшелоны с горючим и боеприпасами. Миг — и вспыхнули железнодорожные цистерны с горючим для фашистских танков.
Не успели немцы опомниться после первой диверсии, как невидимые мстители уничтожили эшелон с танками. На этот раз взрыв оказался настолько сильным, что немцы в течение трёх суток не могли восстановить движение на железнодорожном участке Шепетовка — Казатин. А на следующую ночь в районе станции Печановка и Полонное были взорваны составы с боеприпасами и вооружением.
Эшелоны с техникой, вооружением и живой силой врага продолжали взлетать на воздух. Тогда немцы пошли на провокацию. Под партизанский огонь они решили подставить эшелон с советскими военнопленными. Немцы надеялись, что, взорвав этот эшелон, партизаны навлекут на себя гнев мирного населения.
Однако и на сей раз немцам не повезло. Партизанский отряд В. И. Тимощука был заранее проинформирован об этой подлой затее. Неподалеку от станции Печановка поезд с военнопленными был остановлен, немногочисленная охрана уничтожена, а военнопленные пополнили партизанское соединение.
Ширилось партизанское движение. В. И. Тимощук был назначен командиром батальона Первого Молдавского соединения. Подрывная группа отряда успешно действовала не только в направлении Казатина, но и в направлении Новограда-Волынского. На счету подрывников было уже 37 уничтоженных вражеских железнодорожных составов с живой силой, техникой и боеприпасами. В. И. Тимощук лично участвовал в уничтожении 17 фашистских эшелонов.
Во время отступления фашистов отряд В. И. Тимощука получил новую задачу — охранять мосты в Полонном и Мирополе. И гитлеровцам не удалось вывести из строя важную железнодорожную магистраль.
Указом Президиума Верховного Совета СССР от 24 марта 1944 года за умелые действия, мужество и отвагу в борьбе против немецко-фашистских захватчиков в тылу врага, Василию Ивановичу Тимощуку присвоено звание Героя Советского Союза с вручением ордена Ленина и медали «Золотая Звезда».
После окончания войны В. И. Тимощук вернулся к своей прежней профессии. Окончил курсы, работал начальником железнодорожной станции Полонное Хмельницкой области. В 1968 году вышел на пенсию. Скончался 23 февраля 1970 года. Похоронен в городе Полонное.
Награждён орденами Ленина, Трудового Красного Знамени, «Знак Почёта», медалями.